# سمر ابو العوف
سمر ابو العوف (به انگلیسی: Samar Abu Elouf) (زاده ۱۹۸۳) عکاسی خبری فلسطینی است. موضوع عکس های وی زندگی مردم فلسطین است. او با رویترز و نیویورک تایمز همکاری داشته است.

## حرفه
أبو العوف در سال ۲۰۱۰، او در کلاس های عکاسی ثبت نام کرد و برخی از یادگیری خود را با آموزش های برخط آغاز کرد. در سال ۲۰۱۲، او در مسابقه "تغییر تصویر" آنروا برای یکی از عکس هایش از کودکان در حال جشن تولد برنده جایزه شد. او کار آزاد را با رویترز، میدل ایست آی، و مجله محلی الغایده آغاز کرد.
أبو العوف اهل غزه است. پس از شروع جنگ غزه، او شروع به زندگی در جیپ خود کرد و بین شهرها در رفت و آمد بود تا پیامدهای حملات هوایی را گزارش و مستند کند. خانه خودش در شهر غزه در یک حمله هوایی ویران شد. در سال ۲۰۲۳ او برنده جایزه جورج پولک برای عکاسی خبری، به طور مشترک با یوسف مسعود، برای عکس هایش در نیویورک تایمز در جریان تهاجم اسرائیل به نوار غزه شد. در دسامبر ۲۰۲۴، ابو الوف و عکاس اسرائیلی آویشگ شعر یاشوو به‌ترتیب جایزه عکس سال یونیسف را برای پرتره‌های کودکان بازماندگان جنگ غزه و حملات ۷ اکتبر ۲۰۲۳ را  به دست آوردند.
در دسامبر ۲۰۲۳، او و فرزندانش با کمک نیویورک تایمز به دوحه قطر منتقل شدند. در زمان خروج وی از غزه، عکاسی ابوالوف زندگی سایر آوارگان را مستند کرده است. زمانی که ابوالوف در دوحه بود، در نزدیکی محمود عجور زندگی می کرد. محمود عجور پسربچۀ ۹سالۀ فلسطینی است که هر دو دست خود را بر اثر حمله هوایی اسرائیل از دست داد. ایلوف با اجازه مادرش عکس پرتره ای از عجور گرفت. این عکس به عنوان عکس سال ۲۰۲۵ مطبوعاتی جهان شناخته شد.

## جوایز
- جایزه جورج پولک ۲۰۲۳ برای عکاسی خبری، مشترک با یوسف مسعود[۵]
- جایزه شجاعت آنیا نیدرینگهاوس در عکاسی خبری، بنیاد بین المللی رسانه زنان در سال ۲۰۲۴[۲]
- جایزه آزادی مطبوعات در سال ۲۰۲۴، روزنامه نگاران کانادایی برای بیان آزاد [۱]
- عکس سال ۲۰۲۴ یونیسف، مشترک با عکاس اسرائیلی آویشگ شعر یاشوو[۶]

## زندگی شخصی
أبو العوف متاهل است و صاحب ۴ فرزند است. او از سال ۲۰۲۴ سال دوحه در کشور قطر است.